# Dacia Bigster
Dacia Bigster — позашляховик від румунського автовиробника Dacia. Він був представлений 10 жовтня 2024 року.

## Огляд

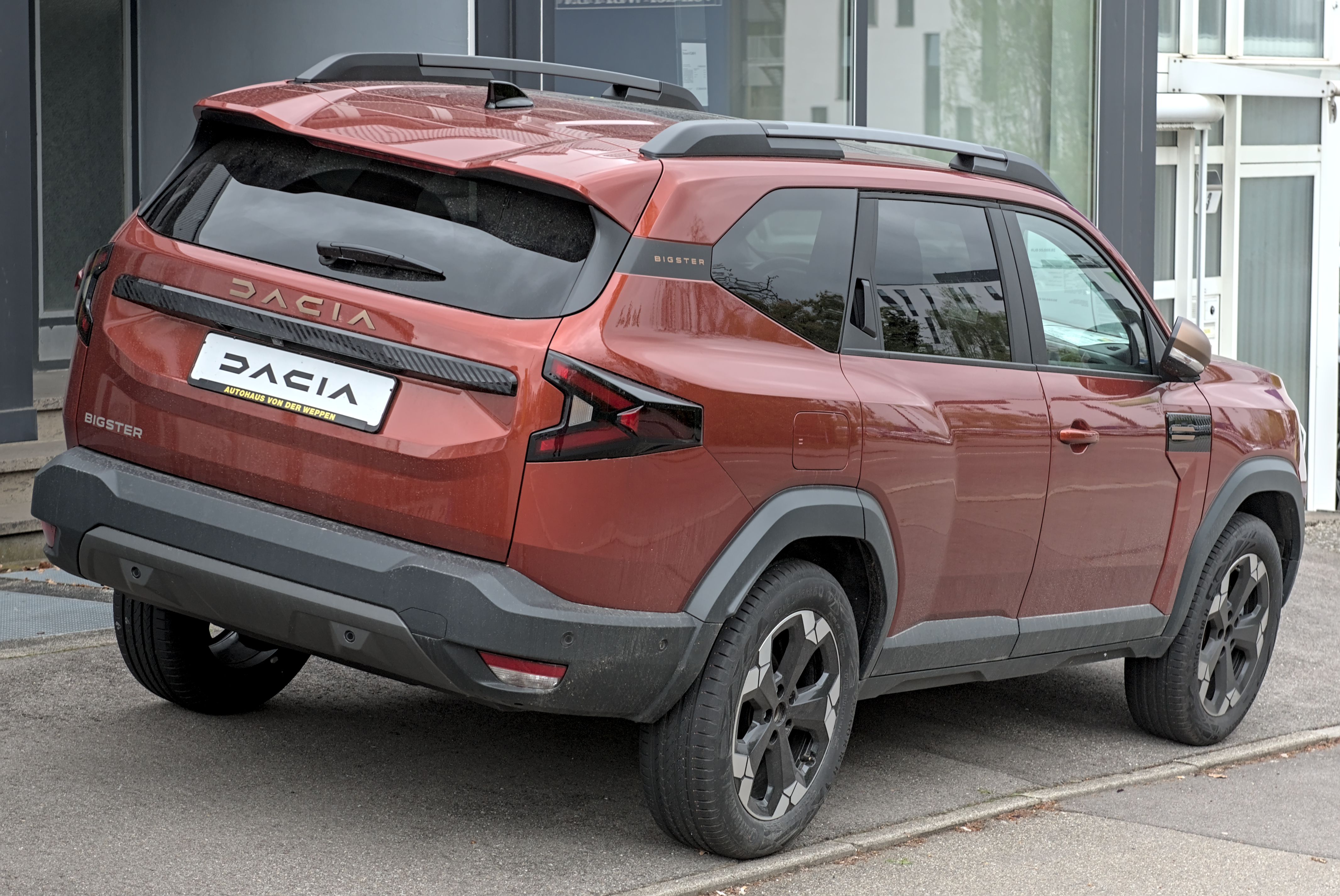

Bigster базується на платформі Renault CMF-B.

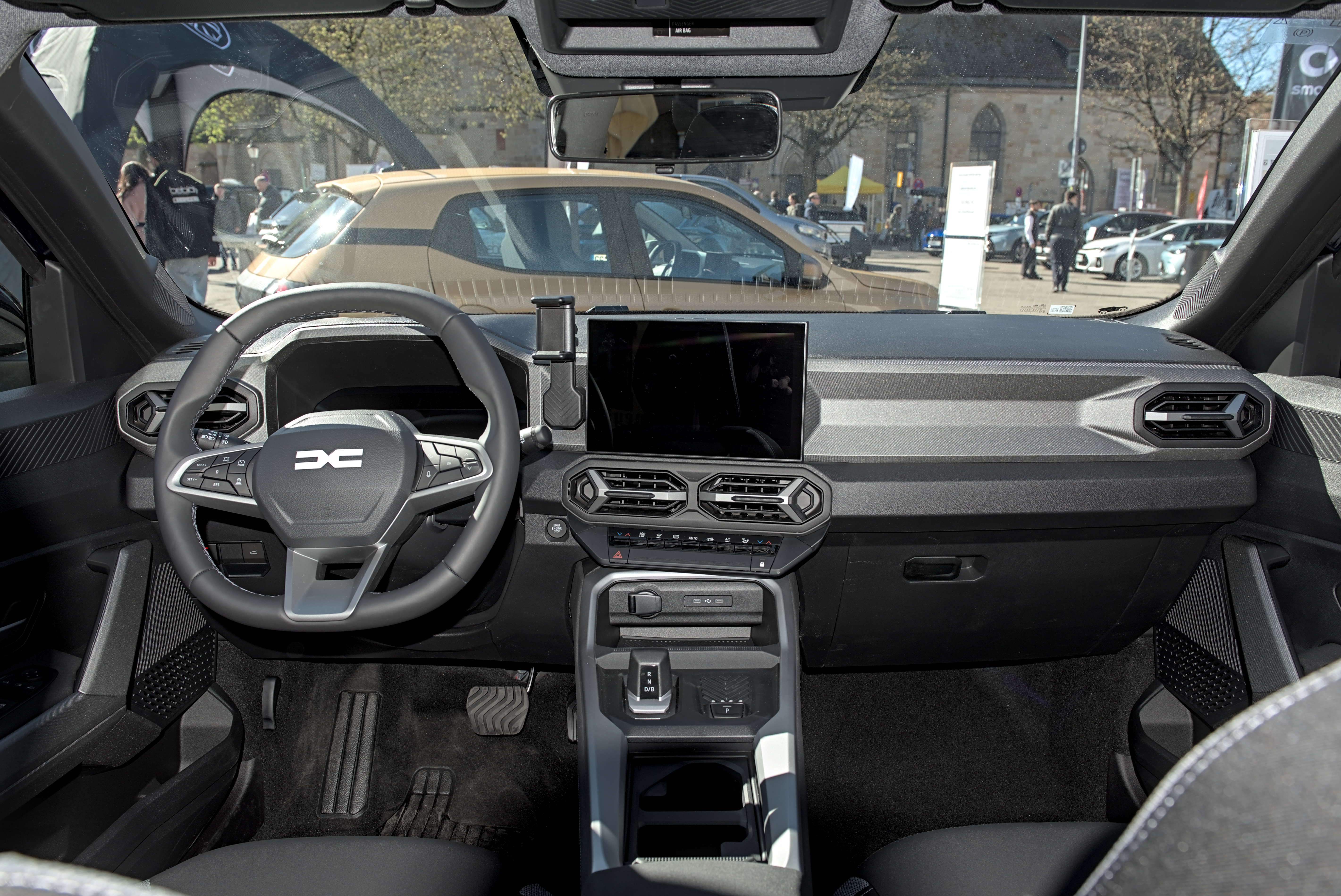

## Силові агрегати
Dacia Bigster доступний з повністю гібридним бензиновим двигуном або двигуном, що працює на зрідженому нафтовому газі (LPG) на європейському ринку, і з дизельним варіантом на інших ринках.
Бензиновий / LPG:
- 1.2 L ECO-G I3 turbo

Бензинові hybrid:
- 1.2 L TCe I3 turbo (mild hybrid)
- 1.8 L I4 (Hybrid 155)

## Концепт автомобіля
Dacia Bigster був представлений концептом Dacia Bigster, представленим 14 січня 2021 року Лукою де Мео.

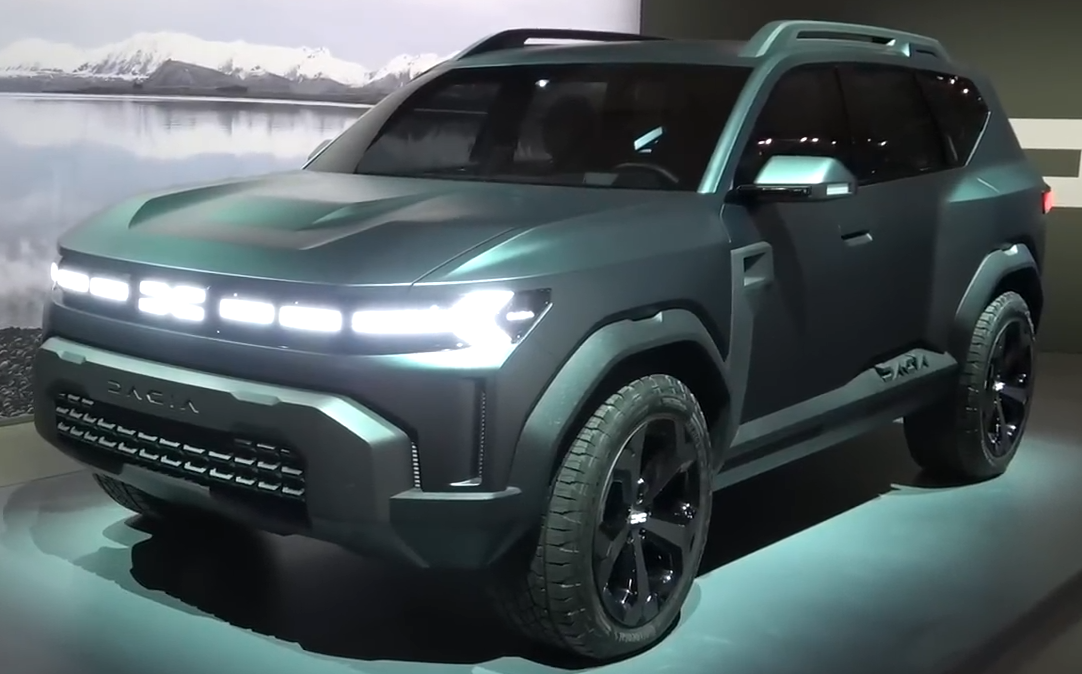
Концепт
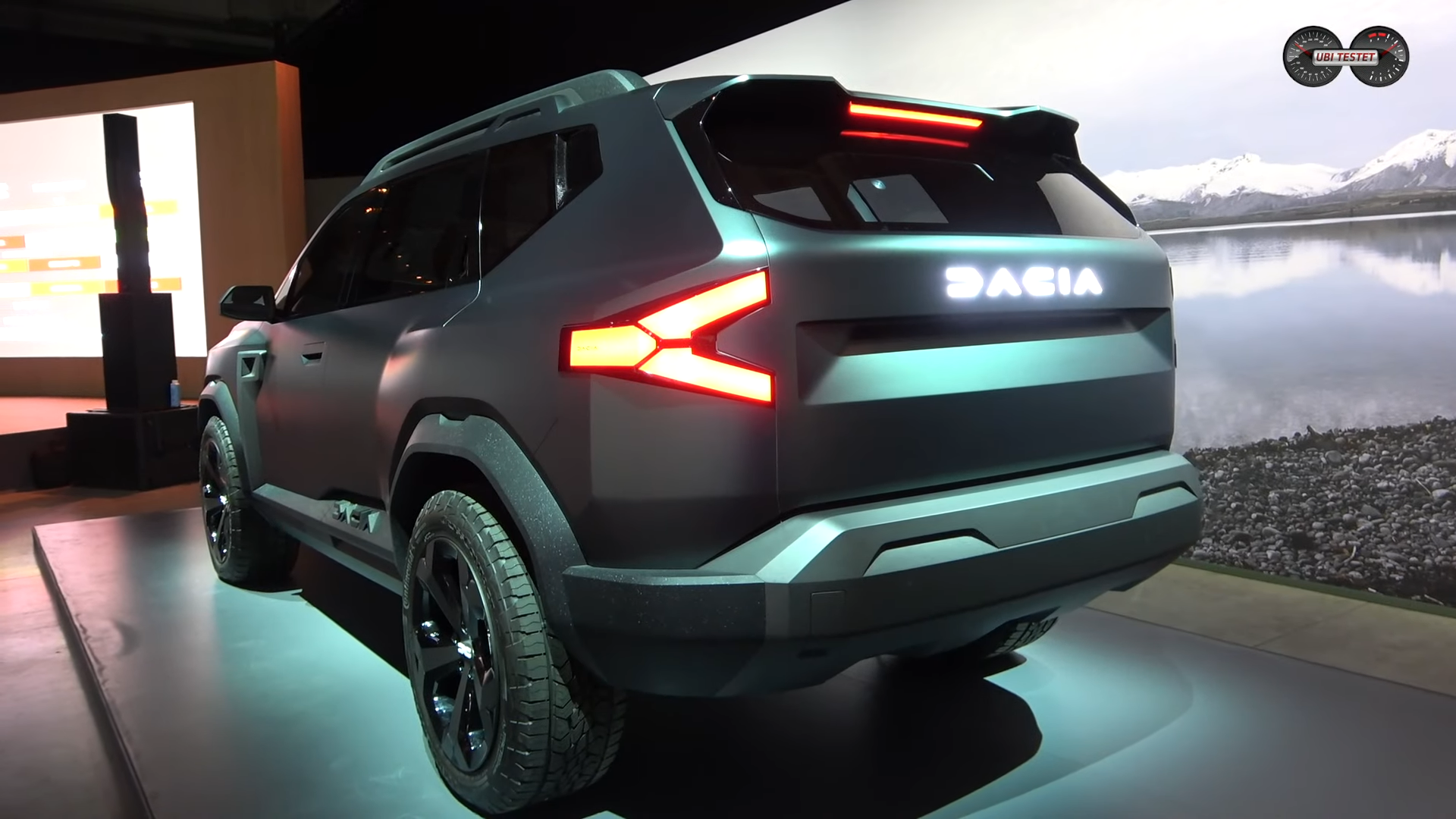